# Aegomorphus lateralis
Aegomorphus lateralis es una especie de escarabajo longicornio del género Aegomorphus,  subfamilia Lamiinae. Fue descrita científicamente por Bates en 1861.
Se distribuye por Bolivia, Brasil, Guyana, Guayana Francesa, Perú y Surinam. Mide 11,5-17 milímetros de longitud.